# Shark Helmets
Shark ist ein französischer Hersteller von Helmen für Motorräder. Das Unternehmen wurde 1986 in Marseille gegründet.
Zum Programmangebot gehören zahlreiche Bauarten wie Integralhelme, Jethelme, Offroadhelme und Modularhelme. Die Produktion erfolgt in zwei Fabriken in Portugal und Thailand.

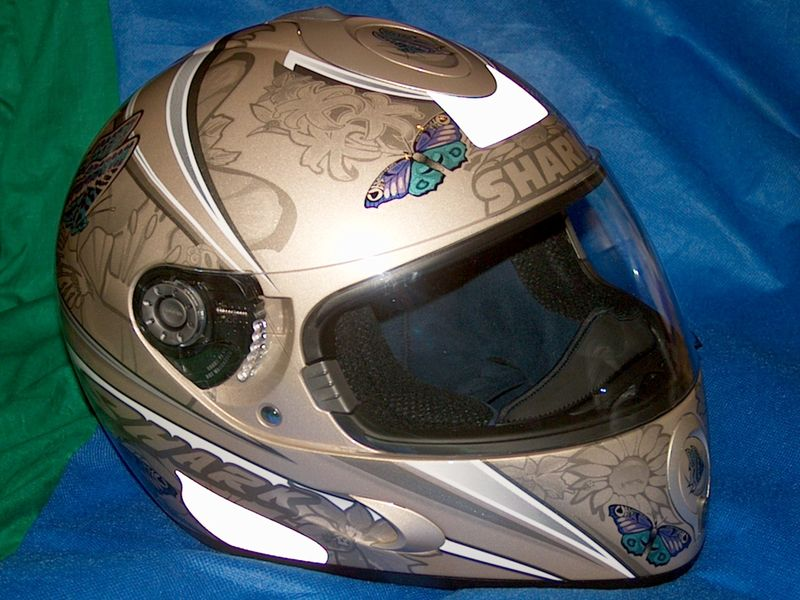
Shark S800 Butterfly
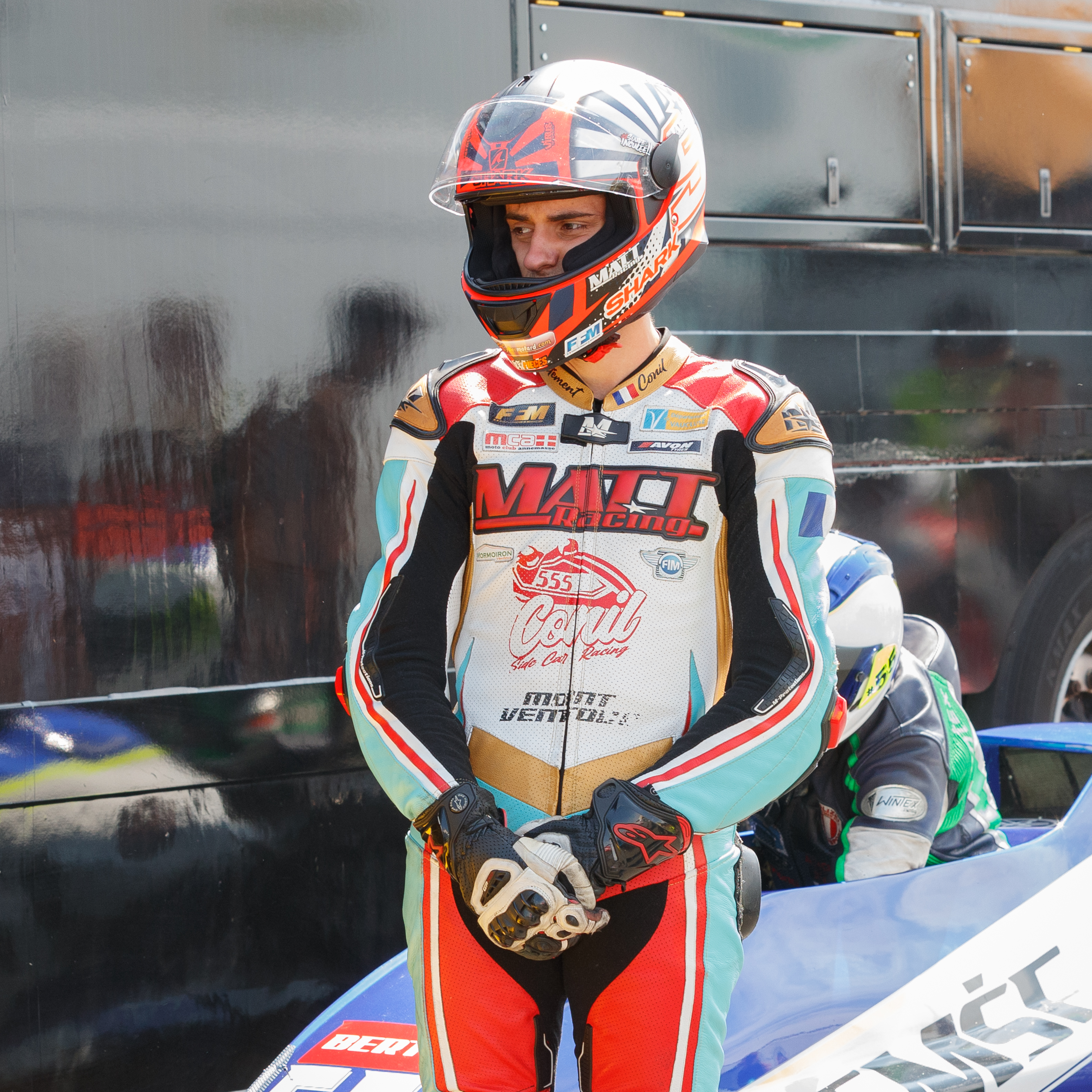
86. Internationales Schleizer Dreieckrennen: Beifahrer Clement Conil mit einem Shark-Helm